# Девушка с браслетом
«Девушка с браслетом» — французская психологическая судебная драма 2019 года режиссёра Стефана Демустье. Ремейк аргентинского фильма 2018 года «Обвиняемая».

## Сюжет
16-летняя Лиз Батай отдыхала на пляже со своими родителями Бруно и Селин и младшим братом Жюлем, когда за ней пришла полиция. Два года спустя её судят присяжные. Лиз обвиняется в том, что она зарезала свою лучшую подругу Флору. После ареста она провела шесть месяцев под стражей, а затем девушку поместили под домашний арест. С тех пор ей пришлось носить электронный браслет на щиколотке. Бруно сопровождает Лизу на суд, а Селин не принимает участие в первых заседаниях, ссылаясь на неотложную работу.
Лиз рассказывает суду, что она осталась ночевать у Флоры после вечеринки накануне убийства, а наутро, проснувшись поздно, поспешила в школу за братом. По её словам, они вместе гуляли в парке, а затем приехали на пляж к родителям, где она и была впоследствии арестована.
По данным судебно-медицинской экспертизы, смерть Флоры наступила с полудня до 13:00, но к тому времени Лиза, по её словам, уже покинула дом.
В ответ на многие вопросы суда Лиз упрямо молчит. Она оставляет без ответа и вопрос: что она чувствовала, глядя на фотографии мертвой Флоры, которые ей демонстрировали в ходе следствия. После первого заседания Лиз сбегает из дома, и её обнаруживают недалеко от дома убитой подруги.
В ходе второго дня заседания выясняется, что Флора опубликовала в Интернете видео, компрометирующее Лиз, что послужило причиной серьёзной ссоры между подругами. По словам другой приятельницы Лиз, Ноэми, девушки вскоре помирились, но свидетель той ссоры Натан утверждает на суде, что конфликт не был исчерпан, и Флора боялась мести Лиз.
Бруно обеспокоен поведением дочери на суде и открывшимися подробностями её бурной личной жизни. Селин понимает, что тоже должна присутствовать на заседаниях и выступает в защиту дочери.
Обсуждается орудие убийства, не найденное в ходе следствия. По версии обвинения — это нож, пропавший из летнего дома Батайев. Ситуация для Лиз усугубляется тем, что следствие установило, что убийца левша, как и она.
Внезапно Жюль находит потерянный нож в гараже летнего дома Батайев. Он утверждает, что давно спрятал его там. Анализ показывает, что Флора была убита не этим ножом.
На заключительном заседании обвинение требует 15 лет лишения свободы для Лиз, а защита — оправдательного приговора. Лиз впервые проявляет эмоции и просит прощения у матери Флоры за то, что не принесла ей соболезнований и что не осталась с Флорой в то роковое утро. Присяжные оправдывают Лиз. Браслет снимают с её щиколотки, она повязывает на его место цепочку, которую носила на шее, и свободная покидает здание суда.
Зритель так и не получает четкого ответа на вопрос, виновна девушка или нет.

## В ролях
| Актёр            | Роль        | Оригинальная роль  |
| ---------------- | ----------- | ------------------ |
| Мелисса Герс     | Лиз Батай   | Lise Bataille      |
| Рошди Зем        | Бруно Батай | Bruno Bataille     |
| Кьяра Мастроянни | Селин Батай | Céline Bataille    |
| Энни Мерсье      | адвокат Лиз | l'avocate de Lise  |
| Анаис Демустье   | прокурор    | l'avocate générale |

## Критика
Фильм был тепло принят французской прессой. Газета La Croix отмечает выдающуюся актёрскую работу Мелиссы Герс: «Бесстрастное лицо, хрупкость, глубоко скрытая под маской безразличия».

## Награды
Фильм был номинирован на премию Variety Piazza Grande на кинофестивале в Локарно. На церемонии награждения премии «Люмьер» в 2021 году фильм получил награду за лучший сценарий и номинации в категориях «Лучший фильм» и «Лучшая молодая актриса».
Фильм также получил премию «Сезар» за лучший адаптированный сценарий в 2021 году, а Мелисса Герс была номинирована за лучший дебют.